# Urbańszczyzna
Urbańszczyzna – wieś w Polsce położona w województwie łódzkim, w powiecie łowickim, w gminie Łowicz.

## Historia
Początki Urbańszczyzny sięgają XVIII wieku. Powstała w „miejscu dawnych zarośli, położonych między Wygodą a Zielkowicami”. W 1795 roku była wymieniana jako nowa osada, która została nadana niejakiemu Urbańskiemu i stąd prawdopodobnie wywodzi się jej nazwa. W 1821 r. we wsi zamieszkiwał gospodarz z żoną i dwójką dzieci. Posiadali konia, krowę, świnię i dwa woły. W 1829 r. wieś liczyła już 22 osoby.
W latach 1975–1998 miejscowość administracyjnie należała do województwa skierniewickiego.